# Keizer Leopold I
Leopold I (Leopold Ignatius Joseph Balthasar Felician; Hongaars: I. Lipót) (Wenen, 9 juni 1640 – aldaar, 5 mei 1705), was bijna een halve eeuw heerser als Rooms-Duitse keizer, koning van Hongarije en koning van Bohemen.
Leopold was een lid van het huis Habsburg als de tweede (overlevende) zoon van keizer Ferdinand III en zijn eerste vrouw, Maria Anna van Spanje. Zijn grootouders langs moeders kant waren Filips III van Spanje en Margaretha van Oostenrijk. Hij was ook een volle neef van zijn rivaal, Lodewijk XIV van Frankrijk.
Hij werd kroonprins op 9 juli 1654 door de dood van zijn oudere broer, Ferdinand IV, en heerste als Rooms-Duitse keizer van 1658 tot 1705. Leopolds heerschappij werd gekenmerkt door militaire successen tegen het Ottomaanse Rijk in de Grote Turkse Oorlog door zijn grootste generaal, prins Eugenius van Savoye, waaronder bij Szentgotthárd, Wenen, Mohács en Zenta. Tegen het einde van de oorlog had de Habsburgse monarchie Transsylvanië en een groot deel van Hongarije geannexeerd.
Leopold staat ook bekend om zijn conflicten tegen Frankrijk in de Negenjarige Oorlog en de Spaanse Successieoorlog. In de Spaanse Successieoorlog had hij gehoopt om het Tweede Partitieverdrag af te dwingen, die de Spaanse troon toewees aan zijn zoon, aartshertog Karel. Leopold deed het zeer goed in deze oorlog, en de Habsburgse monarchie behaalde beslissende overwinningen bij Schellenburg en Blenheim. Na zijn dood in 1705 kwam zijn oudste zoon, Jozef, op de troon.

## Oorlog
In zijn lange regeringsperiode (47 jaar) zag hij zich constant tegenover Lodewijk XIV van Frankrijk geplaatst. De keizer was vreedzaam van aard en leidde nooit persoonlijk zijn troepen in het veld; toch werd een belangrijk deel van zijn leven bepaald en gevuld met het leiden en dirigeren van oorlogen en legers.
De eerste oorlog was tegen Zweden, wiens koning Karel X een nuttige bondgenoot vond in George II Rákóczy, vorst van Transsylvanië, een rebellerende vazal van de kroon van Hongarije. Oostenrijk voerde deze oorlog met het machtige Polen aan zijn zijde. In 1660 werd de vrede van Oliva gesloten.
Turkse interventie in de zaken van Transsylvanië betekende vanaf 1663 een oorlog met het Heilige Roomse Rijk; na het arriveren van troepen uit delen van het Duitse rijk en Frankrijk begon in 1663 de strijd. In 1664 boekte de grote keizerlijke generaal Raimondo Montecuccoli een opmerkelijke overwinning bij St. Gotthard. Bij de vrede van Vasvár sloot de keizer een twintigjarige vrede met de sultan. Hij was hierbij genereuzer in de vredesvoorwaarden dan de recente overwinning noodzakelijk maakte.
De agressieve politiek van Lodewijk XIV tegen de Republiek der Zeven Verenigde Nederlanden had de ernstige aandacht van Europa gekregen, en stappen werden ondernomen om de politiek in te dammen. Hoewel de Franse koning een alliantie zocht met verschillende Duitse prinsen, die de Turken aanmoedigden in hun aanvallen op Oostenrijk, nam de keizer eerst geen deel aan deze beweging. Hij stond op vriendschappelijke voet met Lodewijk, met wie hij nauw verwant was en met wie hij in 1668 reeds de verdeling van land van de Spaanse monarchie had besloten. In 1671 had hij met hem een neutraliteitsverdrag gesloten.
In 1672 werd hij echter gedwongen actie te ondernemen. Hij werd lid van een alliantie tot verdediging van de republiek. De Hollandse Oorlog brak uit. Toen zijn coalitie uiteenviel door toedoen van de keurvorst van Brandenburg, vormde hij een nieuwe, meer duurzame alliantie met Spanje en verscheidene Duitse prinsen.
25 jaar na de vrede van Westfalen (1648) was Duitsland echter een zeer onsamenhangend gebied geworden, en het hoofd van het Duitse rijk kon moeilijk leiding aan de oorlogsinspanning geven. De Vrede van Nijmegen in 1678 was dan ook in het voordeel van Frankrijk.
Leopold I is een van de keizers van het Heilige Roomse Rijk in een ononderbroken rij van vier, wier muzikale kwaliteiten zich ook uitten in het zelf componeren van muziekstukken.

## Geruchten
Bekende reiziger Cornelis de Bruijn bezocht Wenen op 8 november 1675 en schreef het volgende:
My wierd verhaald dat zekere leeuwin, eenigen tyd geleeden jongen gekreegen hebbende, de keizer dezelve, nadat hy zyn middagmaal had gehouden, gemeenlyk by zich deed brengen om er zyn vermaak mee te neemen. By welke gelegentheid het eens gebeurende dat hy ze langer als na gewoonte by zich hadde gehouden, vertoornde de leeuwin zich daar zo geweldig over, dat zy dengeen aan wien den zorg bevolen was om haar van spys en drank te voorzien, wanneer hy de jongen weder terug bracht, verwoedelyk op het lyf viel en met tanden en klaauwen verscheurde. Na welken tyd de vorst zich met de jongen niet meer wilde bemoeijen.

## Huwelijken en kinderen
Leopold is drie keer getrouwd geweest. Zijn eerste huwelijk was in 1666 met infanta Margaretha Theresia van Spanje, dochter van koning Filips IV van Spanje. Margaretha Theresia overleed in 1673.
Uit dit huwelijk werden vier kinderen geboren, twee zonen en twee dochters, maar drie van hen stierven jong.
- Maria Antonia (1669-1692) Zij stierf in het kraambed. Zij was gehuwd met keurvorst Maximiliaan II Emanuel van Beieren.

Zijn tweede huwelijk was in 1673 met aartshertogin Claudia Felicitas van Oostenrijk, kleindochter in vrouwelijke lijn van Cosimo II de' Medici en in mannelijke lijn van Leopold V van Habsburg. Claudia Felicitas stierf zelf in 1676. Uit dit huwelijk werden twee kinderen geboren, die geen van beiden hun eerste verjaardag haalden.
- Anna (1674-1674)
- Maria Josepha (1675-1676).

Leopold trouwde voor de derde keer in 1676 met Eleonora van Palts-Neuburg, dochter van keurvorst Filips Willem van de Palts. Omdat zijn eerste twee huwelijken hem geen troonopvolger opgeleverd hadden, was de druk op zijn nieuwe vrouw erg hoog. Zij wist haar echtgenoot uiteindelijk tien kinderen te schenken, waaronder twee overlevende zoons die beiden keizer van het Heilige Roomse Rijk zouden worden:
- Jozef (1678-1711), keizer van het Heilige Roomse Rijk
- Christine (1679 †)
- Maria Elisabeth (1680-1741), landvoogdes van de Oostenrijkse Nederlanden
- Leopold Jozef (1682-1684)
- Maria Anna (1683-1754), gehuwd met koning Johan V van Portugal
- Maria Theresia (1684-1696)
- Karel (1685-1740), keizer van het Heilige Roomse Rijk
- Maria Josepha (1687-1703)
- Maria Magdalena (1689-1743)
- Marie Margarete (1690-1691)

## Kwartierstaat (voorouders)
| Karel II van Oostenrijk (1540-1590) | Karel II van Oostenrijk (1540-1590) | Karel II van Oostenrijk (1540-1590) | Karel II van Oostenrijk (1540-1590) | Karel II van Oostenrijk (1540-1590)    | Karel II van Oostenrijk (1540-1590)    | Maria Anna van Beieren (1551-1608)     | Maria Anna van Beieren (1551-1608)     | Maria Anna van Beieren (1551-1608)     | Maria Anna van Beieren (1551-1608)     | Maria Anna van Beieren (1551-1608) | Maria Anna van Beieren (1551-1608) |                                       |                                       | Willem V van Beieren (1548-1626)      | Willem V van Beieren (1548-1626)      | Willem V van Beieren (1548-1626)      | Willem V van Beieren (1548-1626)      | Willem V van Beieren (1548-1626)   | Willem V van Beieren (1548-1626)   | Renata van Lotharingen (1544-1602)       | Renata van Lotharingen (1544-1602)       | Renata van Lotharingen (1544-1602)       | Renata van Lotharingen (1544-1602)       | Renata van Lotharingen (1544-1602)       | Renata van Lotharingen (1544-1602)       |  |  | Filips II van Spanje (1527–1598)              | Filips II van Spanje (1527–1598)              | Filips II van Spanje (1527–1598)              | Filips II van Spanje (1527–1598)              | Filips II van Spanje (1527–1598)              | Filips II van Spanje (1527–1598)              | Anna van Oostenrijk (1549-1580) | Anna van Oostenrijk (1549-1580) | Anna van Oostenrijk (1549-1580)      | Anna van Oostenrijk (1549-1580)      | Anna van Oostenrijk (1549-1580)       | Anna van Oostenrijk (1549-1580)       |                                       |                                       | Karel II van Oostenrijk (1540-1590)   | Karel II van Oostenrijk (1540-1590)   | Karel II van Oostenrijk (1540-1590)   | Karel II van Oostenrijk (1540-1590)   | Karel II van Oostenrijk (1540-1590)   | Karel II van Oostenrijk (1540-1590)   | Maria Anna van Beieren (1551-1608)    | Maria Anna van Beieren (1551-1608)    | Maria Anna van Beieren (1551-1608) | Maria Anna van Beieren (1551-1608) | Maria Anna van Beieren (1551-1608) | Maria Anna van Beieren (1551-1608) |  |  |  |  |  |  |  |  |  |  |  |  |  |  |  |  |  |  |  |  |  |  |  |  |  |  |  |  |  |  |  |  |  |  |  |  |  |  |  |  |  |  |  |  |  |  |  |  |
| Karel II van Oostenrijk (1540-1590) | Karel II van Oostenrijk (1540-1590) | Karel II van Oostenrijk (1540-1590) | Karel II van Oostenrijk (1540-1590) | Karel II van Oostenrijk (1540-1590)    | Karel II van Oostenrijk (1540-1590)    | Maria Anna van Beieren (1551-1608)     | Maria Anna van Beieren (1551-1608)     | Maria Anna van Beieren (1551-1608)     | Maria Anna van Beieren (1551-1608)     | Maria Anna van Beieren (1551-1608) | Maria Anna van Beieren (1551-1608) |                                       |                                       | Willem V van Beieren (1548-1626)      | Willem V van Beieren (1548-1626)      | Willem V van Beieren (1548-1626)      | Willem V van Beieren (1548-1626)      | Willem V van Beieren (1548-1626)   | Willem V van Beieren (1548-1626)   | Renata van Lotharingen (1544-1602)       | Renata van Lotharingen (1544-1602)       | Renata van Lotharingen (1544-1602)       | Renata van Lotharingen (1544-1602)       | Renata van Lotharingen (1544-1602)       | Renata van Lotharingen (1544-1602)       |  |  | Filips II van Spanje (1527–1598)              | Filips II van Spanje (1527–1598)              | Filips II van Spanje (1527–1598)              | Filips II van Spanje (1527–1598)              | Filips II van Spanje (1527–1598)              | Filips II van Spanje (1527–1598)              | Anna van Oostenrijk (1549-1580) | Anna van Oostenrijk (1549-1580) | Anna van Oostenrijk (1549-1580)      | Anna van Oostenrijk (1549-1580)      | Anna van Oostenrijk (1549-1580)       | Anna van Oostenrijk (1549-1580)       |                                       |                                       | Karel II van Oostenrijk (1540-1590)   | Karel II van Oostenrijk (1540-1590)   | Karel II van Oostenrijk (1540-1590)   | Karel II van Oostenrijk (1540-1590)   | Karel II van Oostenrijk (1540-1590)   | Karel II van Oostenrijk (1540-1590)   | Maria Anna van Beieren (1551-1608)    | Maria Anna van Beieren (1551-1608)    | Maria Anna van Beieren (1551-1608) | Maria Anna van Beieren (1551-1608) | Maria Anna van Beieren (1551-1608) | Maria Anna van Beieren (1551-1608) |  |  |  |  |  |  |  |  |  |  |  |  |  |  |  |  |  |  |  |  |  |  |  |  |  |  |  |  |  |  |  |  |  |  |  |  |  |  |  |  |  |  |  |  |  |  |  |  |
|                                     |                                     |                                     |                                     |                                        |                                        |                                        |                                        |                                        |                                        |                                    |                                    |                                       |                                       |                                       |                                       |                                       |                                       |                                    |                                    |                                          |                                          |                                          |                                          |                                          |                                          |  |  |                                               |                                               |                                               |                                               |                                               |                                               |                                 |                                 |                                      |                                      |                                       |                                       |                                       |                                       |                                       |                                       |                                       |                                       |                                       |                                       |                                       |                                       |                                    |                                    |                                    |                                    |  |  |  |  |  |  |  |  |  |  |  |  |  |  |  |  |  |  |  |  |  |  |  |  |  |  |  |  |  |  |  |  |  |  |  |  |  |  |  |  |  |  |  |  |  |  |  |  |
|                                     |                                     |                                     |                                     | Keizer Ferdinand II (1578-1637)        | Keizer Ferdinand II (1578-1637)        | Keizer Ferdinand II (1578-1637)        | Keizer Ferdinand II (1578-1637)        | Keizer Ferdinand II (1578-1637)        | Keizer Ferdinand II (1578-1637)        |                                    |                                    |                                       |                                       |                                       |                                       | Maria Anna van Beieren (1574-1616)    | Maria Anna van Beieren (1574-1616)    | Maria Anna van Beieren (1574-1616) | Maria Anna van Beieren (1574-1616) | Maria Anna van Beieren (1574-1616)       | Maria Anna van Beieren (1574-1616)       |                                          |                                          |                                          |                                          |  |  |                                               |                                               |                                               |                                               | Filips III (1578-1621)                        | Filips III (1578-1621)                        | Filips III (1578-1621)          | Filips III (1578-1621)          | Filips III (1578-1621)               | Filips III (1578-1621)               |                                       |                                       |                                       |                                       |                                       |                                       | Margaretha van Oostenrijk (1584-1611) | Margaretha van Oostenrijk (1584-1611) | Margaretha van Oostenrijk (1584-1611) | Margaretha van Oostenrijk (1584-1611) | Margaretha van Oostenrijk (1584-1611) | Margaretha van Oostenrijk (1584-1611) |                                    |                                    |                                    |                                    |  |  |  |  |  |  |  |  |  |  |  |  |  |  |  |  |  |  |  |  |  |  |  |  |  |  |  |  |  |  |  |  |  |  |  |  |  |  |  |  |  |  |  |  |  |  |  |  |
|                                     |                                     |                                     |                                     | Keizer Ferdinand II (1578-1637)        | Keizer Ferdinand II (1578-1637)        | Keizer Ferdinand II (1578-1637)        | Keizer Ferdinand II (1578-1637)        | Keizer Ferdinand II (1578-1637)        | Keizer Ferdinand II (1578-1637)        |                                    |                                    |                                       |                                       |                                       |                                       | Maria Anna van Beieren (1574-1616)    | Maria Anna van Beieren (1574-1616)    | Maria Anna van Beieren (1574-1616) | Maria Anna van Beieren (1574-1616) | Maria Anna van Beieren (1574-1616)       | Maria Anna van Beieren (1574-1616)       |                                          |                                          |                                          |                                          |  |  |                                               |                                               |                                               |                                               | Filips III (1578-1621)                        | Filips III (1578-1621)                        | Filips III (1578-1621)          | Filips III (1578-1621)          | Filips III (1578-1621)               | Filips III (1578-1621)               |                                       |                                       |                                       |                                       |                                       |                                       | Margaretha van Oostenrijk (1584-1611) | Margaretha van Oostenrijk (1584-1611) | Margaretha van Oostenrijk (1584-1611) | Margaretha van Oostenrijk (1584-1611) | Margaretha van Oostenrijk (1584-1611) | Margaretha van Oostenrijk (1584-1611) |                                    |                                    |                                    |                                    |  |  |  |  |  |  |  |  |  |  |  |  |  |  |  |  |  |  |  |  |  |  |  |  |  |  |  |  |  |  |  |  |  |  |  |  |  |  |  |  |  |  |  |  |  |  |  |  |
|                                     |                                     |                                     |                                     |                                        |                                        |                                        |                                        |                                        |                                        | Keizer Ferdinand III (1608-1657)   | Keizer Ferdinand III (1608-1657)   | Keizer Ferdinand III (1608-1657)      | Keizer Ferdinand III (1608-1657)      | Keizer Ferdinand III (1608-1657)      | Keizer Ferdinand III (1608-1657)      |                                       |                                       |                                    |                                    |                                          |                                          |                                          |                                          |                                          |                                          |  |  |                                               |                                               |                                               |                                               |                                               |                                               |                                 |                                 |                                      |                                      | Maria Anna van Oostenrijk (1606-1646) | Maria Anna van Oostenrijk (1606-1646) | Maria Anna van Oostenrijk (1606-1646) | Maria Anna van Oostenrijk (1606-1646) | Maria Anna van Oostenrijk (1606-1646) | Maria Anna van Oostenrijk (1606-1646) |                                       |                                       |                                       |                                       |                                       |                                       |                                    |                                    |                                    |                                    |  |  |  |  |  |  |  |  |  |  |  |  |  |  |  |  |  |  |  |  |  |  |  |  |  |  |  |  |  |  |  |  |  |  |  |  |  |  |  |  |  |  |  |  |  |  |  |  |
|                                     |                                     |                                     |                                     |                                        |                                        |                                        |                                        |                                        |                                        | Keizer Ferdinand III (1608-1657)   | Keizer Ferdinand III (1608-1657)   | Keizer Ferdinand III (1608-1657)      | Keizer Ferdinand III (1608-1657)      | Keizer Ferdinand III (1608-1657)      | Keizer Ferdinand III (1608-1657)      |                                       |                                       |                                    |                                    |                                          |                                          |                                          |                                          |                                          |                                          |  |  |                                               |                                               |                                               |                                               |                                               |                                               |                                 |                                 |                                      |                                      | Maria Anna van Oostenrijk (1606-1646) | Maria Anna van Oostenrijk (1606-1646) | Maria Anna van Oostenrijk (1606-1646) | Maria Anna van Oostenrijk (1606-1646) | Maria Anna van Oostenrijk (1606-1646) | Maria Anna van Oostenrijk (1606-1646) |                                       |                                       |                                       |                                       |                                       |                                       |                                    |                                    |                                    |                                    |  |  |  |  |  |  |  |  |  |  |  |  |  |  |  |  |  |  |  |  |  |  |  |  |  |  |  |  |  |  |  |  |  |  |  |  |  |  |  |  |  |  |  |  |  |  |  |  |
|                                     |                                     |                                     |                                     |                                        |                                        |                                        |                                        |                                        |                                        |                                    |                                    |                                       |                                       |                                       |                                       |                                       |                                       |                                    |                                    |                                          |                                          |                                          |                                          |                                          |                                          |  |  |                                               |                                               |                                               |                                               |                                               |                                               |                                 |                                 |                                      |                                      |                                       |                                       |                                       |                                       |                                       |                                       |                                       |                                       |                                       |                                       |                                       |                                       |                                    |                                    |                                    |                                    |  |  |  |  |  |  |  |  |  |  |  |  |  |  |  |  |  |  |  |  |  |  |  |  |  |  |  |  |  |  |  |  |  |  |  |  |  |  |  |  |  |  |  |  |  |  |  |  |
|                                     |                                     |                                     |                                     |                                        |                                        |                                        |                                        |                                        |                                        |                                    |                                    |                                       |                                       |                                       |                                       |                                       |                                       |                                    |                                    |                                          |                                          |                                          |                                          |                                          |                                          |  |  |                                               |                                               |                                               |                                               |                                               |                                               |                                 |                                 |                                      |                                      |                                       |                                       |                                       |                                       |                                       |                                       |                                       |                                       |                                       |                                       |                                       |                                       |                                    |                                    |                                    |                                    |  |  |  |  |  |  |  |  |  |  |  |  |  |  |  |  |  |  |  |  |  |  |  |  |  |  |  |  |  |  |  |  |  |  |  |  |  |  |  |  |  |  |  |  |  |  |  |  |
|                                     |                                     |                                     |                                     | Ferdinand IV van Hongarije (1633-1654) | Ferdinand IV van Hongarije (1633-1654) | Ferdinand IV van Hongarije (1633-1654) | Ferdinand IV van Hongarije (1633-1654) | Ferdinand IV van Hongarije (1633-1654) | Ferdinand IV van Hongarije (1633-1654) |                                    |                                    | Maria Anna van Oostenrijk (1634-1696) | Maria Anna van Oostenrijk (1634-1696) | Maria Anna van Oostenrijk (1634-1696) | Maria Anna van Oostenrijk (1634-1696) | Maria Anna van Oostenrijk (1634-1696) | Maria Anna van Oostenrijk (1634-1696) |                                    |                                    | Filips August van Oostenrijk (1637-1639) | Filips August van Oostenrijk (1637-1639) | Filips August van Oostenrijk (1637-1639) | Filips August van Oostenrijk (1637-1639) | Filips August van Oostenrijk (1637-1639) | Filips August van Oostenrijk (1637-1639) |  |  | Maximiliaan Thomas van Oostenrijk (1638-1639) | Maximiliaan Thomas van Oostenrijk (1638-1639) | Maximiliaan Thomas van Oostenrijk (1638-1639) | Maximiliaan Thomas van Oostenrijk (1638-1639) | Maximiliaan Thomas van Oostenrijk (1638-1639) | Maximiliaan Thomas van Oostenrijk (1638-1639) |                                 |                                 | Leopold I van Oostenrijk (1640-1705) | Leopold I van Oostenrijk (1640-1705) | Leopold I van Oostenrijk (1640-1705)  | Leopold I van Oostenrijk (1640-1705)  | Leopold I van Oostenrijk (1640-1705)  | Leopold I van Oostenrijk (1640-1705)  |                                       |                                       | Maria van Oostenrijk (1646-1646)      | Maria van Oostenrijk (1646-1646)      | Maria van Oostenrijk (1646-1646)      | Maria van Oostenrijk (1646-1646)      | Maria van Oostenrijk (1646-1646)      | Maria van Oostenrijk (1646-1646)      |                                    |                                    |                                    |                                    |  |  |  |  |  |  |  |  |  |  |  |  |  |  |  |  |  |  |  |  |  |  |  |  |  |  |  |  |  |  |  |  |  |  |  |  |  |  |  |  |  |  |  |  |  |  |  |  |

1. ↑  https://web.archive.org/web/20230722060343/https://www.dbnl.org/tekst/bruy004reiz03_01/bruy004reiz03_01_0049.php

vet = keizer · cursief = tegenkoning · 1 = medekoning (in een deelrijk) · 2 = afkomstig uit een andere dynastie
- Bibsys: 3046267
- Biblioteca Nacional de España: XX998591
- Bibliothèque nationale de France: cb119713967 (data)
- Biografisch Portaal: 40232672
- Catàleg d'autoritats de noms i títols de Catalunya: 981058614551406706
- CiNii: DA10795060
- Gemeinsame Normdatei: 118571869
- International Standard Name Identifier: 0000 0001 2101 4194
- KulturNav: 0bcf8a11-5413-4b74-9579-7a620e13d2bb
- Library of Congress Control Number: n82099690
- MusicBrainz: 37d54785-90f9-4b80-8947-e1e53541c406
- Nationale Bibliotheek van Tsjechië: jn20000701036
- Nationale bibliotheek van Australië: 52551836
- Nationale Bibliotheek van Israël: 987007264291405171
- Nationale Bibliotheek van Polen: a0000002050524
- Nationale en Universitaire bibliotheek Zagreb: 000055084
- Nederlandse Thesaurus van Auteursnamen: 070876975
- RKD-Nederlands Instituut voor Kunstgeschiedenis: 485795
- Istituto Centrale per il Catalogo Unico: SBLV225503
- LIBRIS: 209351
- SNAC: w6301jvz
- Système universitaire de documentation: 086131036
- Museum of New Zealand Te Papa Tongarewa: 68719
- Trove: 1527712
- Union List of Artist Names: 500353751
- Virtual International Authority File: 54156429
- WorldCat: E39PBJvHgyB8F7y9HJ7kdvJdQq